# Ayoub Lakred
Ayoub Lakred (en arabe : أيوب لكرد), né le 21 juin 1995 à Bouznika, est un footballeur marocain. Il est évolue au poste de gardien de but au sein du club de Simba SC.

## Biographie

### En club
Ayoub Lakred naît et grandit à Bouznika et intègre jeune l'académie du RS Berkane. Il fait ses débuts professionnels en 2014  en Botola Pro avec le club de la RS Berkane. En 2018, il remporte la Coupe du Maroc. Une saison plus tard, il atteint la finale de la Coupe de la confédération.
Le 1er août 2019, il signe aux FAR de Rabat. Il termine sa première saison à la sixième place du championnat, ayant pris en total part à deux matchs. Le 14 mai 2022, il remporte la Coupe du Maroc après une victoire de 3-0 au Stade Adrar d'Agadir face au Moghreb de Tetouan.

### En sélection
Le 27 octobre 2020, Ayoub Lakred est convoqué en équipe du Maroc A' à l'occasion de deux matchs amicaux contre le Niger A', en vue des préparations à la CHAN 2020. Ayant pris part à un match amical, le gardien ne sera finalement pas retenu dans la liste définitive pour prendre part à la compétition.
Un mois après le sacre de l'équipe du Maroc A' à la CHAN 2020, Ayoub Lakred est de nouveau convoqué par le sélectionneur Houcine Ammouta pour un stage de préparation au Complexe Mohammed V.

## Palmarès
RS Berkane
- Coupe du Maroc (1) :
  - Vainqueur : 2018
- Coupe de la confédération  :
  - Finaliste : 2018–19.

 FAR de Rabat
- Champion du Maroc (1) :
  - Champion : 2023
- Coupe du Maroc (1) :
  - Vainqueur : 2020

### En sélection
Équipe nationale du Maroc
- Championnat d'Afrique des nations de football (1) :
  - Champion en 2020